# Приверх
 Приверх  — деревня в Лебяжском районе Кировской области.

## География
Расположена на расстоянии примерно 9 км на север-северо-запад от райцентра поселка  Лебяжье на правом берегу реки Вятка.

## История
Известна с 1764 года как починок с 141 жителем, в 1873 году в деревне Приверх дворов 31 и жителей 241, в 1905 49 и 282, в 1950 64 и 250, в 1989 проживало 43 человека.  В период 2006-2012 годов входила в состав Красноярского сельского поселения, в 2012-2020 годов входила в состав Михеевского сельского поселения до упразднения последнего.

## Население
Постоянное население составляло 36 человек (русские 97%) в 2002 году, 24 в 2010.